# Gran Premio motociclistico di San Marino 1993
Il Gran Premio motociclistico di San Marino 1993 fu il nono appuntamento del motomondiale 1993.
Si svolse il 18 luglio 1993 all'Autodromo Internazionale del Mugello e vide la vittoria di Mick Doohan nella classe 500, di Loris Capirossi nella classe 250 e di Dirk Raudies nella classe 125.

## Classe 500

### Arrivati al traguardo
| Pos. | Nº | Pilota            | Squadra               | Motocicletta  | Giri | Tempo      | Griglia | Punti |
| ---- | -- | ----------------- | --------------------- | ------------- | ---- | ---------- | ------- | ----- |
| 1º   | 2  | Mick Doohan       | Rothmans Honda        | Honda         | 23   | 44:02.712  | 1       | 25    |
| 2º   | 34 | Kevin Schwantz    | Lucky Strike Suzuki   | Suzuki        | 23   | +9.953     | 3       | 20    |
| 3º   | 1  | Wayne Rainey      | Marlboro Team Roberts | Yamaha        | 23   | +31.701    | 5       | 16    |
| 4º   | 6  | Shin'ichi Itō     | HRC Rothmans Honda    | Honda         | 23   | +35.893    | 4       | 13    |
| 5º   | 7  | Luca Cadalora     | Marlboro Team Roberts | Yamaha        | 23   | +46.598    | 10      | 11    |
| 6º   | 4  | Daryl Beattie     | Rothmans Honda        | Honda         | 23   | +57.000    | 8       | 10    |
| 7º   | 9  | Alex Barros       | Lucky Strike Suzuki   | Suzuki        | 23   | +1:18.568  | 2       | 9     |
| 8º   | 11 | Niall Mackenzie   | Valvoline Team WCM    | ROC Yamaha    | 23   | +1:27.893  | 12      | 8     |
| 9º   | 12 | Mat Mladin        | Cagiva Team Agostini  | Cagiva        | 23   | +1:35.630  | 11      | 7     |
| 10º  | 32 | José Kuhn         | Euromoto              | Yamaha        | 23   | +1:'43.928 | 23      | 6     |
| 11º  | 18 | Bernard Garcia    | Yamaha Motor France   | Yamaha        | 23   | +1:45.128  | 21      | 5     |
| 12º  | 27 | Renzo Colleoni    | Team Elit             | ROC Yamaha    | 23   | +2:01.138  | 13      | 4     |
| 13º  | 20 | Jeremy McWilliams | Millar Racing         | Yamaha        | 22   | +1 giro    | 20      | 3     |
| 14º  | 23 | Serge David       | Team ROC              | ROC Yamaha    | 22   | +1 giro    | 26      | 2     |
| 15º  | 36 | Lucio Pedercini   | Team Pedercini        | ROC Yamaha    | 22   | +1 giro    | 22      | 1     |
| 16º  | 42 | Andrew Stroud     | Team Harris           | Harris Yamaha | 22   | +1 giro    | 25      |       |
| 17º  | 43 | David Jefferies   | Peter Graves Racing   | Harris Yamaha | 22   | +1 giro    | 29      |       |

### Ritirati
| Nº | Pilota           | Squadra                 | Motocicletta  | Giri | Griglia |
| -- | ---------------- | ----------------------- | ------------- | ---- | ------- |
| 8  | Àlex Crivillé    | Marlboro Honda Pons     | Honda         | 22   | 6       |
| 29 | Sean Emmett      | Team Udagawa            | Harris Yamaha | 22   | 19      |
| 15 | Tsutomu Udagawa  | Shell Team Harris       | ROC Yamaha    | 22   | 9       |
| 33 | Andreas Meklau   | Austrian Racing Company | ROC Yamaha    | 21   | 24      |
| 30 | Juan López Mella | Lopez Mella Racing      | ROC Yamaha    | 13   | 14      |
| 14 | Marco Papa       | Librenti Corse          | ROC Yamaha    | 10   | 17      |
| 21 | Laurent Naveau   | Euro Team               | ROC Yamaha    | 10   | 18      |
| 31 | Bruno Bonhuil    | MTD Objectif 500        | ROC Yamaha    | 10   | 28      |
| 16 | Michael Rudroff  | Rallye Sport            | Harris Yamaha | 5    | 16      |
| 22 | Kevin Mitchell   | MBM Racing              | Harris Yamaha | 3    | 31      |
| 24 | Cees Doorakkers  | Doorakkers Racing       | Harris Yamaha | 3    | 30      |
| 28 | John Reynolds    | Padgett's Motorcycles   | Harris Yamaha | 1    | 15      |

### Non partiti
| Nº | Pilota        | Squadra              | Motocicletta | Griglia |
| -- | ------------- | -------------------- | ------------ | ------- |
| 25 | Thierry Crine | Ville de Paris       | ROC Yamaha   | 27      |
| 5  | Doug Chandler | Cagiva Team Agostini | Cagiva       | 7       |

## Classe 250

### Arrivati al traguardo
| Pos. | Nº | Pilota                    | Motocicletta | Giri | Tempo     | Griglia | Punti |
| ---- | -- | ------------------------- | ------------ | ---- | --------- | ------- | ----- |
| 1º   | 65 | Loris Capirossi           | Honda        | 21   | 41:05.271 | 4       | 25    |
| 2º   | 13 | Loris Reggiani            | Aprilia      | 21   | +0.118    | 1       | 20    |
| 3º   | 31 | Tetsuya Harada            | Yamaha       | 21   | +4.837    | 2       | 16    |
| 4º   | 17 | Jean-Philippe Ruggia      | Aprilia      | 21   | +4.859    | 3       | 13    |
| 5º   | 5  | Max Biaggi                | Honda        | 21   | +14.364   | 6       | 11    |
| 6º   | 18 | Tadayuki Okada            | Honda        | 21   | +14.376   | 7       | 10    |
| 7º   | 4  | Helmut Bradl              | Honda        | 21   | +14.668   | 8       | 9     |
| 8º   | 3  | Pierfrancesco Chili       | Yamaha       | 21   | +22.395   | 5       | 8     |
| 9º   | 14 | Nobuatsu Aoki             | Honda        | 21   | +22.931   | 11      | 7     |
| 10º  | 6  | Alberto Puig              | Honda        | 21   | +23.029   | 12      | 6     |
| 11º  | 67 | Marcellino Lucchi         | Aprilia      | 21   | +38.466   | 9       | 5     |
| 12º  | 20 | Eskil Suter               | Aprilia      | 21   | +48.253   | 18      | 4     |
| 13º  | 37 | Simon Crafar              | Suzuki       | 21   | +48.491   | 16      | 3     |
| 14º  | 39 | Alessandro Gramigni       | Gilera       | 21   | +48.822   | 13      | 2     |
| 15º  | 7  | Jochen Schmid             | Yamaha       | 21   | +52.761   | 10      | 1     |
| 16º  | 27 | Frédéric Protat           | Aprilia      | 21   | +1:03.129 | 15      |       |
| 17º  | 24 | Patrick van den Goorbergh | Aprilia      | 21   | +1:03.324 | 23      |       |
| 18º  | 44 | Jean-Michel Bayle         | Aprilia      | 21   | +1:03.493 | 21      |       |
| 19º  | 28 | Adrian Bosshard           | Honda        | 21   | +1:03.719 | 19      |       |
| 20º  | 26 | Bernd Kassner             | Aprilia      | 21   | +1:35.819 | 24      |       |
| 21º  | 38 | Carlos Checa              | Honda        | 21   | +1:35.835 | 30      |       |
| 22º  | 32 | Volker Bähr               | Honda        | 21   | +1:55.548 | 29      |       |
| 23º  | 16 | Andreas Preining          | Aprilia      | 21   | +2:01.119 | 20      |       |
| 24º  | 43 | Massimo Pennacchioli      | Honda        | 20   | +1 giro   | 31      |       |
| 25º  | 66 | Claudio Tonnini           | Honda        | 20   | +1 giro   | 32      |       |

### Ritirati
| Nº | Pilota                   | Motocicletta | Giri | Griglia |
| -- | ------------------------ | ------------ | ---- | ------- |
| 25 | Jurgen van den Goorbergh | Aprilia      | 17   | 27      |
| 23 | Bernard Haenggeli        | Aprilia      | 17   | 26      |
| 22 | Luis Maurel              | Aprilia      | 11   | 28      |
| 45 | Jorge Martínez           | Honda        | 6    | 22      |
| 11 | Wilco Zeelenberg         | Aprilia      | 2    | 14      |
| 51 | Jean Pierre Jeandat      | Aprilia      | 2    | 25      |

### Non partito
| Nº | Pilota       | Motocicletta | Griglia |
| -- | ------------ | ------------ | ------- |
| 34 | Luis d'Antín | Honda        | 17      |

## Classe 125

### Arrivati al traguardo
| Pos. | Nº | Pilota             | Motocicletta | Giri | Tempo     | Griglia | Punti |
| ---- | -- | ------------------ | ------------ | ---- | --------- | ------- | ----- |
| 1º   | 5  | Dirk Raudies       | Honda        | 20   | 41:28.495 | 3       | 25    |
| 2º   | 8  | Kazuto Sakata      | Honda        | 20   | +10.949   | 1       | 20    |
| 3º   | 17 | Akira Saitō        | Honda        | 20   | +11.797   | 2       | 16    |
| 4º   | 3  | Ralf Waldmann      | Aprilia      | 20   | +11.875   | 4       | 13    |
| 5º   | 9  | Carlos Giró        | Aprilia      | 20   | +11.933   | 5       | 11    |
| 6º   | 7  | Noboru Ueda        | Honda        | 20   | +14.153   | 6       | 10    |
| 7º   | 6  | Jorge Martínez     | Honda        | 20   | +21.247   | 8       | 9     |
| 8º   | 11 | Peter Öttl         | Aprilia      | 20   | +22.767   | 10      | 8     |
| 9º   | 36 | Takeshi Tsujimura  | Honda        | 20   | +32.265   | 14      | 7     |
| 10º  | 2  | Fausto Gresini     | Honda        | 20   | +32.292   | 17      | 6     |
| 11º  | 15 | Oliver Petrucciani | Aprilia      | 20   | +32.439   | 11      | 5     |
| 12º  | 28 | Luigi Ancona       | Honda        | 20   | +32.630   | 7       | 4     |
| 13º  | 19 | Kin'ya Wada        | Honda        | 20   | +32.987   | 18      | 3     |
| 14º  | 33 | Stefan Prein       | Honda        | 20   | +33.319   | 9       | 2     |
| 15º  | 14 | Oliver Koch        | Honda        | 20   | +48.867   | 13      | 1     |
| 16º  | 31 | Garry McCoy        | Aprilia      | 20   | +49.121   | 20      |       |
| 17º  | 42 | Shin'ya Satō       | Honda        | 20   | +49.145   | 23      |       |
| 18º  | 21 | Stefan Kurfiss     | Aprilia      | 20   | +49.243   | 24      |       |
| 19º  | 10 | Hans Spaan         | Honda        | 20   | +49.749   | 27      |       |
| 20º  | 25 | Neil Hodgson       | Honda        | 20   | +50.434   | 25      |       |
| 21º  | 29 | Arie Molenaar      | Honda        | 20   | +50.678   | 30      |       |
| 22º  | 43 | Manuel Hernández   | Aprilia      | 20   | +50.695   | 26      |       |
| 23º  | 16 | Ezio Gianola       | Honda        | 20   | +1:07.244 | 19      |       |
| 24º  | 65 | Gabriele Debbia    | Honda        | 20   | +1:10.633 | 22      |       |
| 25º  | 22 | Lucio Cecchinello  | Gazzaniga    | 20   | +1:35.776 | 31      |       |
| 26º  | 66 | Ivan Cremonini     | Aprilia      | 20   | +1:57.593 | 29      |       |
| 27º  | 41 | Luis Álvaro        | Honda        | 19   | +1 giro   | 28      |       |
| 28ª  | 67 | Daniela Tognoli    | Honda        | 19   | +1 giro   | 34      |       |

### Ritirati
| Nº | Pilota            | Motocicletta | Giri | Griglia |
| -- | ----------------- | ------------ | ---- | ------- |
| 20 | Manfred Baumann   | Honda        | 17   | 33      |
| 12 | Herri Torrontegui | Aprilia      | 6    | 12      |
| 24 | Haruchika Aoki    | Honda        | 5    | 21      |
| 38 | Emilio Cuppini    | Honda        | 3    | 15      |
| 27 | Julián Miralles   | Honda        | 2    | 35      |
| 30 | Giovanni Palmieri | Aprilia      | 2    | 32      |
| 4  | Bruno Casanova    | Aprilia      | 1    | 16      |